# Magnetresonanz-Cholangiopankreatikographie

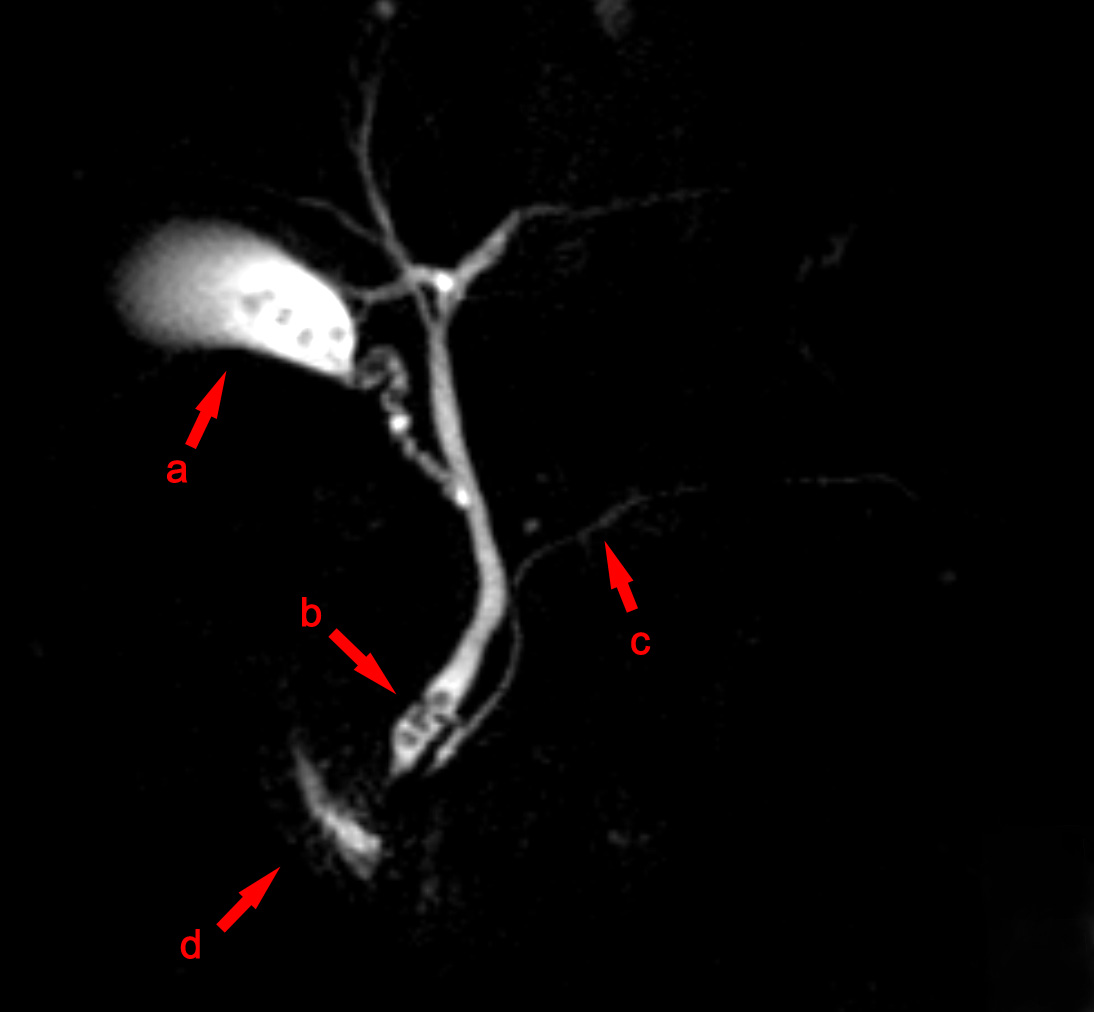
MRCP: (a) Gallenblase mit Steinen, (b) Steine im Gallengang, (c) Pankreasgang, (d) Flüssigkeit im Duodenum.

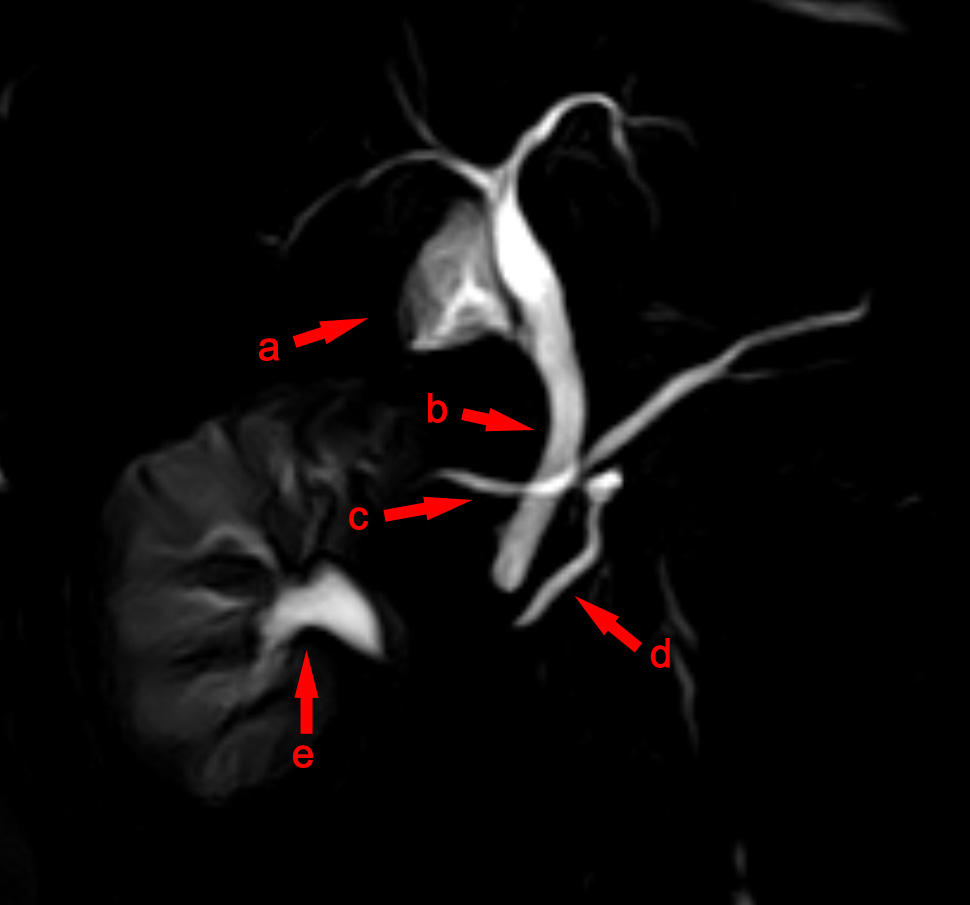
MRCP bei Pancreas divisum: (a) Gallenblase, (b) Gallengang, der den (c) Hauptpankreasgang kreuzt, (d) Nebenpankreasgang, (e) Nierenhohlsystem.

Die Magnetresonanz-Cholangiopankreatikographie (auch MRCP und MR-Cholangiopankreatikographie) ist eine nichtinvasive Methode zur Darstellung des Gallengangsystems und der Hauptausführungsgänge des Pankreas mittels Magnetresonanztomographie. Hierbei erfolgt eine selektive Anregung des Wasser-Signales in der MRT mit nachfolgender dreidimensionaler Auswertung.
Die MRCP dient der Diagnostik von Gallenwegssteinen, Pankreatitiden und bös- und gutartiger Tumoren der Gallenwege oder der Bauchspeicheldrüse.
Die MRCP wird in der Regel als sogenannte one-stop-shop-Untersuchung, d. h. in Verbindung mit einer Angio-MRT durchgeführt.

## Vergleich zu anderen Verfahren

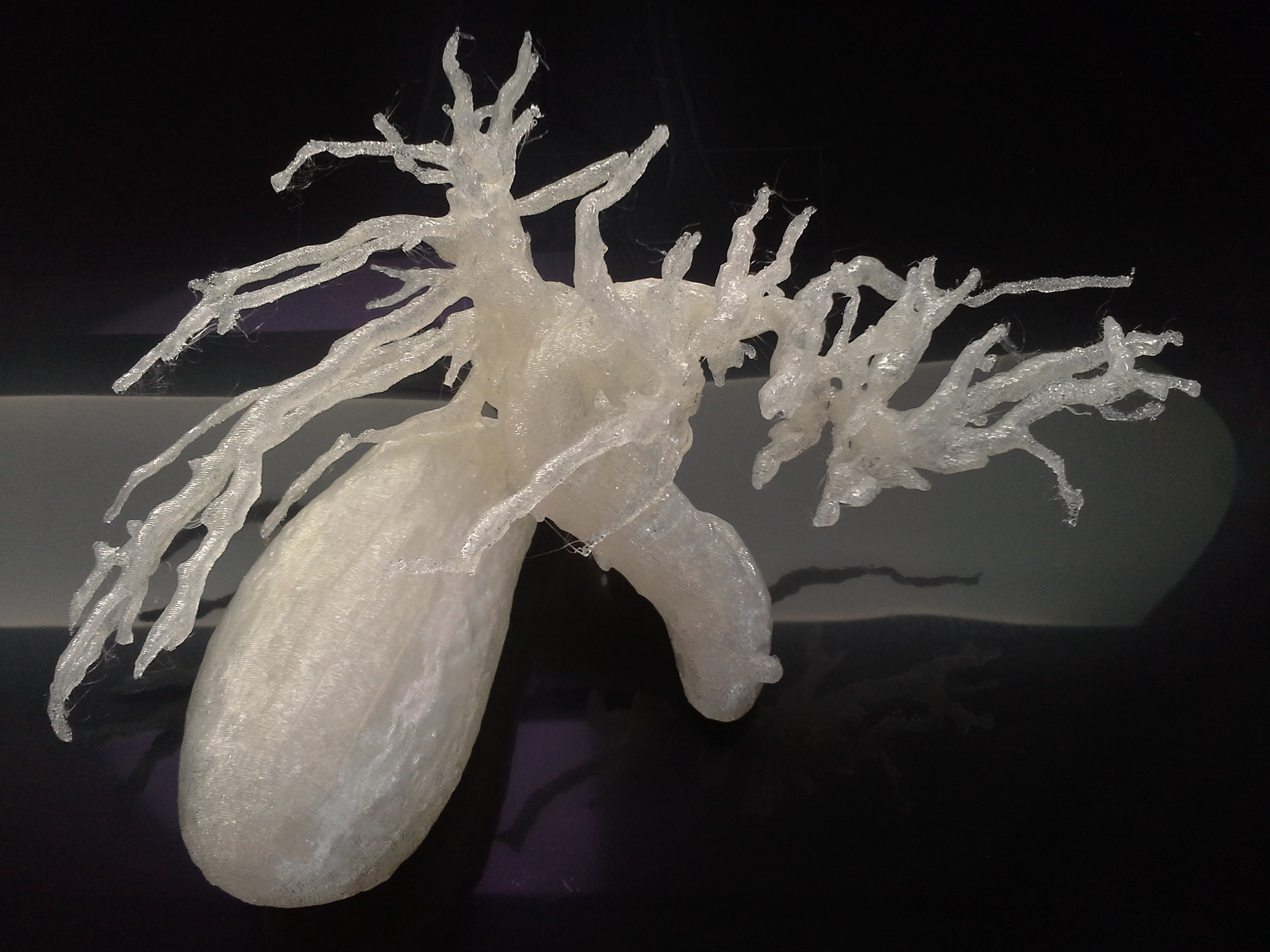

Die MRCP ist im Vergleich zur ERCP nicht-invasiv und somit bedeutend risikoärmer. Es besteht allerdings nicht die Möglichkeit einer therapeutischen Intervention, z. B. zur Gewinnung von histologischem Material oder zur therapeutischen Steinentfernung.
Die MRCP bedarf – im Gegensatz zur ERCP – auch keiner Gabe von Kontrastmittel.
Ein weiteres Verfahren zur Darstellung der Gallenwege und insbesondere zur sensitiven Bildgebung des Pankreaskopfes ist die Endosonografie (EUS).